# Laboratorijska oprema
Laboratorijska oprema je zbirka različnih pripomočkov in opreme, ki jih rabijo kemiki in drugi znanstveniki s področja naravoslovja pri delu v laboratoriju. 
V laboratoriju potrebujemo ogromno pripomočkov, zato te delimo v sklope: laboratorijski pribor (steklovina, keramika, kovinski pripomočki kot skalpel ...) zaščitna oprema (rokavice, očala ...) laboratorijski pripomočki (ure, termometri, tehtnice ...) in laboratorijsko pohištvo (digestorij, omare ...). Specializirani laboratoriji potrebujejo dodatno opremo.

## Steklovina
- Bučka je posoda z vratom in okroglim prostorom za izvajanje poskusov. Je zelo različnih velikosti.
- Erlenmajerica, široka bučka z ravnim dnom.
- Čaša je ovalne oblike z ravnim dnom. Po navadi ima oznake za količino tekočine ki so v njej.
- Urno steklo služi odlaganju stvari in izvajanju nekaterih plamenskih reakcij. Višjim temperaturam ne sme biti izpostavljeno ker hitro poči.
- Merilni valj za natančno merjenje tekočin (lahko tudi iz plastike).
- Epruveta je osnovni kemijski pripomoček valjaste oblike z ovalnim dnom (lahko tudi iz plastike).
- Pipeta je namenjena za dodajanje kapljic tekočine pri poskusu, avtomatske pipeta pa natančnemu odmerjanju tekočin.
- Palčka za mešanje kemikalij pri poskusu.

## Keramika
- Izparilnica, namenjena izparevanju tekočin.
- Žarilni lonček za reakcije pri katerih se sprosti močna vročina.
- Špiritni gorilnik, ki je lahko tudi steklen pa je gorilnik, ki gori s stenjem. Gorivo je lahko etanol, metanol ...

## Kovinski pribor
- Pinceta za prijemanje
- Skalpel za rezanje
- Igla z ročajem
- Lopatica, za dodajanje kemikalij v prahu k eksperimentu.
- Žarilna žlička za žarenje ali zgorevanje, recimo rdečega fosforja.

## Zaščitna oprema
- Oprema za zaščito dihal, razne zaščitne maske namenjene vsem vrstam dražljajev.
- Oprema za zaščito oči, očala.
- Oprema za zaščito rok, po navadi rokavice iz lateksa.
- Halja, za zaščito telesa in oblek.

Pri delu z nevarnimi organizmi v biologiji (virusi, bakterijami ...) je nujna dodatna zaščita pred kontaktom, npr. respiratorji in neprodušno zaprta obleka.

## Laboratorijsko pohištvo
- Digestorij za izvajanje poskusov pri katerih se sproščajo nevarne snovi v laboratoriju.
- Omare, nekatere ognjevarne za shranjevanje kemikalij.

## Drugo
- Računalnik za nadziranje merilnih instrumentov in zapisovanje rezultatov
- Ure, za merjenje časa reakcij.
- Tehtnice, nekatere zelo natančne za tehtanje manjših količin snovi.
- Termometri, indikatorji za kisline, baze (pH testerji), jod (škrob)
- Merilci prevodnosti, reagenti, stojala ...
- Mikroskopi.
- Lesena prijemalka za epruvete
- Ščetke za umivanje pripomočkov, podstavek za epruvete, pladnji ...
- Oprema za prvo pomoč